# سیارک ۲۱۴۳۳
سیارک ۲۱۴۳۳ (به انگلیسی: 21433 Stekramer، نامگذاری:1998FO115) بیست و یک هزار و چهارصد و سی و سومین سیارک کشف شده‌است که در ۳۱ مارس ۱۹۹۸ کشف شد.
قدر مطلق سیارک برابر ۱۱.۷ است.